# Campbell Island
Campbell Island, in der Sprache der Māori Motu Ihupuku genannt, ist die Hauptinsel der Campbell-Inseln, einer abgelegenen, subantarktischen, zu Neuseeland gehörigen Inselgruppe im südlichen Pazifischen Ozean.

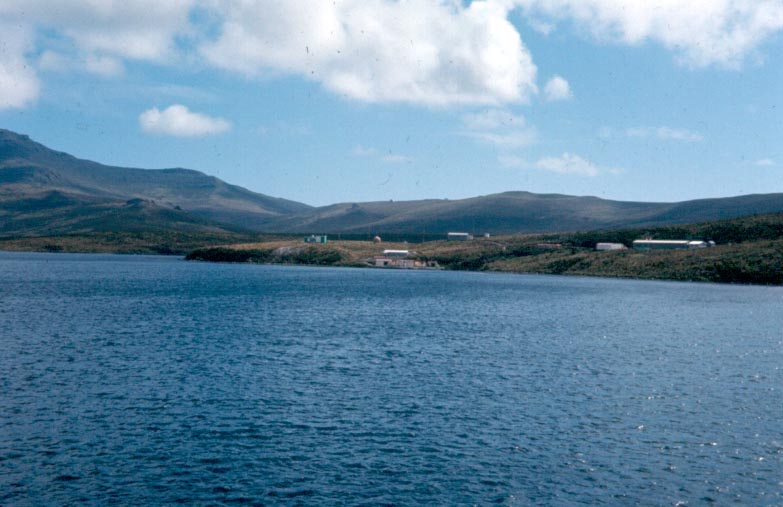
Wetterstation an der Beeman Cove, unbemannt und automatisch seit 1995

Ohne Genehmigung darf heute niemand mehr die Insel betreten.

## Geographie
Campbell Island befindet sich rund 590 km südöstlich von Stewart Island, der drittgrößten Insel Neuseelands und der südlichsten bewohnten Insel des Landes. Die Auckland Islands liegen rund 270 km nordwestlich von Campbell Island und das Festland der Antarktika erstreckt sich rund 1900 km weiter südlich um den Südpol herum. Damit befindet sich Campbell Island noch auf dem unterseeischen Kontinent Zealandia, zu dem ganz Neuseeland zählt.
Die 17 km lange und bis zu 17 km breite Insel erstreckt sich über eine Gesamtfläche von 112,86 km² und weist eine stark zerklüftete Küstenlandschaft auf, mit zwei an der Ostseite tief in die Inselmitte hineinragenden Meeresarmen, dem Perseverance Harbour und dem Northeast Harbour. Zwei im Südosten der Insel befindliche kleinere Meeresarme nennen sich Southeast Harbour und Monument Harbour.
Die Süd- und Westküste sind von zahlreichen Buchten und Steilklippen und die gesamte Insel von einer Berglandschaft geprägt, die mit dem 558 m hohen Mount Honey ihre höchste Erhebung findet. Die Campbell Island umgebenden kleinen Inseln kommen nicht über eine Größe von 625 m in der Länge hinaus und besitzen eine untergeordnete Bedeutung. Zusammen mit Campbell Island bilden sie die Campbell-Inseln:
- Dent Island – Westküste
- Folly Island – Westküste
- Gomez Island – Westküste
- Hook Keys – Südwestküste
- Isle de Jeanette Marie – Westküste
- Jacquemart Island – Südküste
- Monowai Island – Südwestküste
- Survey Island – Südwestküste
- Wasp Island – Südwestküste

## Geologie
Geologisch gesehen ist Campbell Island der Überrest eines Vulkankegels und befindet sich im südlichen Bereiche des unterseeischen Campbell Plateau, das zu Zealandia gehört. Wegen der starken Erosion durch den Ozean, dessen Strömungen aufgrund der Roaring Forties größtenteils in West-Ost-Richtung verlaufen, wurde bereits die gesamte westliche Hälfte des vor ungefähr 640 Millionen Jahren (Proterozoikum) entstandenen Archipels abgetragen. Inwieweit die Insel von der letzten Eiszeit im Pleistozän getroffen wurde, wurde nicht abschließend geklärt, aber die eiszeitlich anmutende landschaftliche Beschaffenheit der Insel wurde höchstwahrscheinlich von Gletschern ausgeformt. Neben der Erosion vom Meer her spielt auch die Erosion zu Lande eine große Rolle. Während die nährstoffreiche Torfschicht, auf der die Pflanzen gedeihen, in den Tälern viele Meter dick ist, unterschreitet sie an vielen Hängen bereits die 2-Meter-Grenze und die Bergkuppen selbst sind sehr oft frei von dieser losen Schicht.
Der überwiegende Teil der Insel besteht aus Vulkangesteinen in Form von erstarrten Laven und vulkanischen Brekzien. Die Laven bestehen aus Phonolith und die Brekzien zeigen meist trachytische Merkmale. An der Nordflanke des Mount Menhir zieht sich bis zur Küstenlinie ein schmales Vorkommen aus Gabbro mit Olivinanteilen hin, das älteste Gestein auf dieser Insel. Im westlichen Inselabschnitt befinden sich in Küstennähe einige Sedimentzonen. Deren Basis bilden känozoische Reste stark erodierter Quarzkonglomerate mit Karbonatanteilen. Darüber lagern Sandstein- und Kalksteinschichten. Diese Sedimentabfolgen sind von Dykes durchzogen.

## Klima

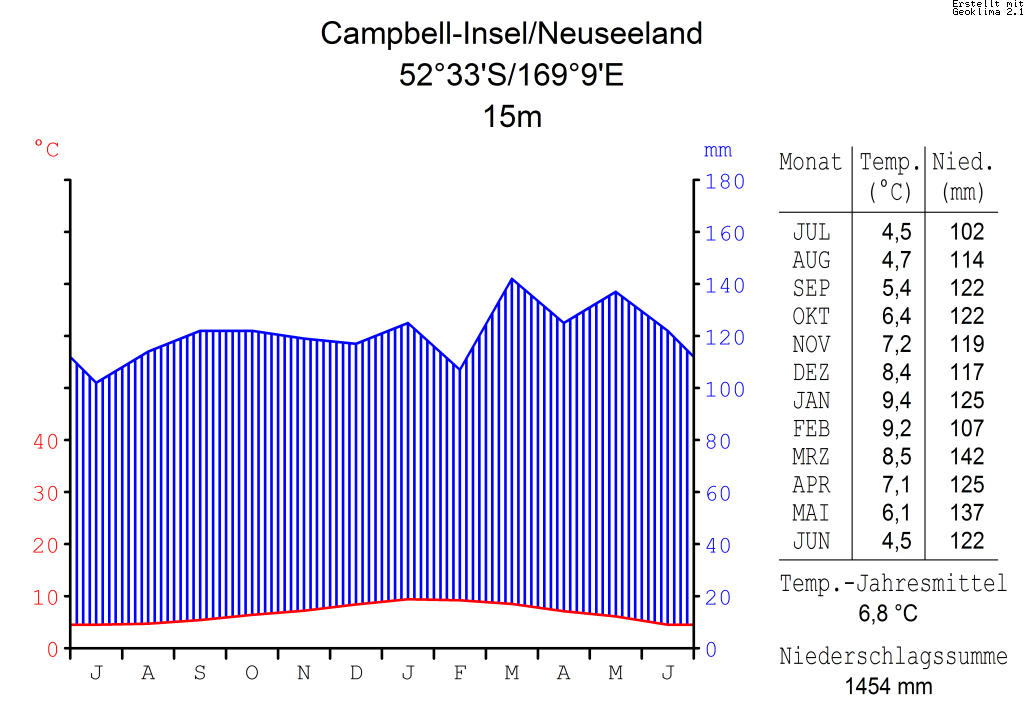
Klimadiagramm

Die mittlere Jahrestemperatur liegt zwischen 6 °C und 7 °C. Dank des extrem maritimen Klimas halten sich die Temperaturschwankungen zwischen Sommer (10 °C) und Winter (5°) in Grenzen. Der durchschnittliche Jahresniederschlag liegt bei etwa 1454 mm. Wegen der jährlich rund 250 Regentage ist das Klima sehr sonnenarm. Es gibt im Jahr nur rund 700 Sonnenstunden, was den Ort zu einem der sonnenärmsten der Erde macht. Durch die Lage in den Roaring Forties haben starke Winde einen entscheidenden Einfluss auf das Klima der Insel.

## Geschichte
Campbell Island wurde im Januar 1810 vom Walfänger Frederick Hasselburg entdeckt. Der größte Meeresarm der Insel, der Perseverance Harbour, trägt noch heute den Namen seiner Brigg. Die Insel selbst benannte er nach seinem Auftraggeber Robert Campbell & Co. aus Sydney. Nach der Entdeckung einer großen Robben-Kolonie wurde die Jagd auf diese Tiere, obwohl sie immer unökonomischer wurde, bis etwa 1830 fortgesetzt, vor allem, um deren Fell zu erbeuten. Die neuseeländische Regierung versuchte vergeblich mithilfe von Patrouillen das Abschlachten zu verhindern. Nach der „Zeit der Ausbeutung“ folgte eine „Periode der Erkundung“. Zahlreiche Expeditionen erkundeten die Tier- und Pflanzenwelt der Insel, versuchten herauszufinden, ob das Gebiet jemals zum großen, südlichen Kontinent gehört hatte, und beobachteten den Venustransit von 1874. Zwischen 1868 und 1923 wurde das Eiland gelegentlich von britischen und neuseeländischen Schiffen angelaufen, die dort Stationen für Schiffbrüchige unterhielten.
Obwohl bereits vor 1895 Schafe, Ziegen und Schweine auf der Insel ausgesetzt wurden, konnten sie nie lange überleben. In jenem Jahr aber pachtete ein gewisser J. Gordon aus Gisborne für einen Zeitraum von 21 Jahren die gesamte Insel und baute eine Farm auf. Er begann zuerst mit einigen hundert Stück Vieh, bevor 1913 eine Maximalpopulation von 8000 erreicht wurde. 1907 wurden erstmals die Folgen dieser Weidewirtschaft für die Insel untersucht. In den 1910er-Jahren wurde die letzte Walfangstation an der North West Bay geschlossen und die Farm-Ära endete in den 1930er-Jahren, als die Pachten nicht mehr verlängert wurden, da zum Beispiel der Transport der Tiere den weiteren Betrieb unwirtschaftlich werden ließ.
Während des Zweiten Weltkrieges wurde auf der Insel in der Bucht Tucker Cove eine Station zur Küstenbeobachtung betrieben. Nach ihrer Schließung bei Kriegsende wurden die Gebäude als Wetterstation genutzt, bis 1958 eine neue Station in Beeman Cove in Betrieb genommen wurde und die alte ersetzte. Bis Ende 1994, als die Station vollständig automatisiert wurde, arbeiteten und lebten ständig einige Meteorologen auf der Insel. Nach weiteren Expeditionen wurde die Insel 1954 zu einem Naturreservat und 1998 zum Weltnaturerbe der UNESCO erklärt.

## Flora & Fauna

### Flora
Die größten Teile der Insel sind von einheimischem Tussockgras bewachsen. In Tälern findet man aber auch eine Art der Heidekrautgewächse, das Dracophyllum, eine Art der Rötegewächse, nämlich das nur in Chile und Neuseeland vorkommende Coprosma sowie Myrsine (eine endemische Art der Myrsinengewächse), die an geschützten Stellen Baumhöhe erreichen, also bis zu fünf Meter hoch werden. Des Weiteren existieren noch zahlreiche Farn- und Moosarten.
Die Insel beherbergt den vermutlich entlegensten Baum der Welt, eine einsame, etwa zehn Meter hohe Sitka-Fichte, deren Alter auf über 100 Jahre geschätzt wird. Der nächstgelegene Baum befindet sich über 222 Kilometer entfernt auf den neuseeländischen Aucklandinseln. Es wird angenommen, dass der Baum zwischen 1901 und 1907 vom neuseeländischen Generalgouverneur  Lord Ranfurly eingeführt wurde.

### Fauna

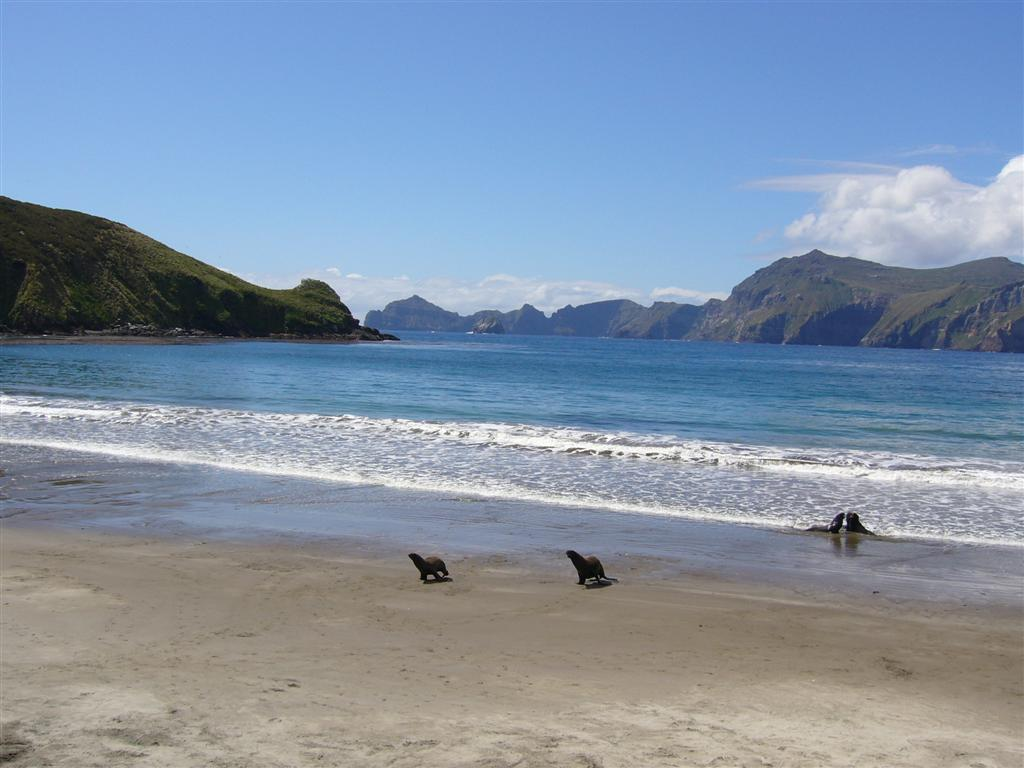
Neuseeländische Seelöwen an der Südwestküste

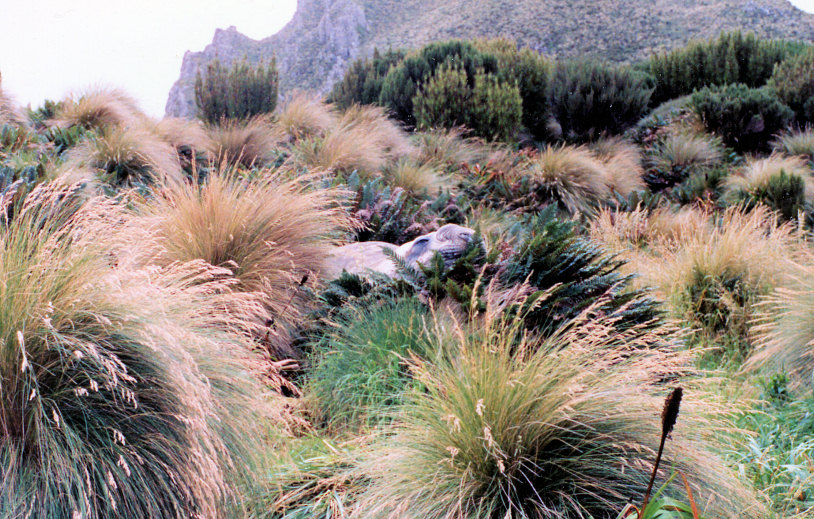
Ein männlicher Seeelefant wälzt sich im Tussockgras

Campbell Island beheimatet viele Vogelarten, von denen einige sehr selten sind. Neben Sturmvögeln, Pinguinen und Königsalbatrossen finden sich auch die flugunfähige Campbellente (Anas nesiotis), die Campbell-Scharbe (Phalacrocorax campbelli) sowie die winzige Campbell-Schnepfe (Coenocorypha aucklandica perseverance) – endemische Vogelarten, die nur auf der Insel vorkommen. Nach der Ausrottung der Ratten erholen sich die zahlreichen Vogelpopulationen langsam wieder. Des Weiteren befinden sich bedeutende Kolonien von Neuseeländischen Seelöwen (Phocarctos hookeri) auf Campbell Island.

#### Tiersäuberungsaktion
In den letzten Jahren des 20. Jahrhunderts fand auf der gesamten Insel eine der ehrgeizigsten Tiersäuberungsaktionen überhaupt statt. Nachdem alle Schafe, Ziegen und Schweine von der Insel entfernt worden waren, wurde Campbell Island im Mai 2003 offiziell für „rattenfrei“ erklärt. Die Nager hatten sich auf der Insel innerhalb von 200 Jahren zur weltweit dichtesten Rattenpopulation entwickelt. Deswegen wurde per Flugzeug erfolgreich Rattengift abgeworfen. Nun dient das Eiland u. a. als Siedlungsgebiet für seltenste einheimische Vogelarten.

#### Wiederauswilderung von Campbellenten
Im September 2004 wurden 50 Campbellenten auf dieser Insel wieder ausgewildert. Diese Entenart war ursprünglich auf der Insel heimisch, wurde aber dort durch Ratten, die die Eier und Küken fraßen, ausgerottet. Die Entenart galt seit 1944 als ausgestorben, wurde aber 1975 auf der nur 23 Hektar großen Dent Island vor der Küste von Campbell Island wiederentdeckt. Dort hatten etwa 60 bis 100 Individuen überlebt und 25 Brutpaare.
Eine zweite Auswilderung von 55 Campbellenten erfolgte im September 2005. Die Mehrheit der 2004 ausgewilderten Enten überlebte nach allem Anschein ihr erstes Jahr auf der Campbell-Insel. Der erste Nachweis einer erfolgreichen Fortpflanzung auf dieser Insel liegt aus dem Jahre 2006 vor. Es wurden im Januar 2006 Küken beobachtet und wenig später ein Küken, drei Jungenten sowie zwei Nester mit Eiern. Inklusive der in menschlicher Obhut gehaltenen Campbellenten liegt der Bestand an dieser Ente mittlerweile wieder bei über 200 Individuen.